# Mops petersoni
Mops petersoni is een zoogdier uit de familie van de bulvleermuizen (Molossidae). De wetenschappelijke naam van de soort werd voor het eerst geldig gepubliceerd door El-Rayah in 1981.